# Допълнение към Закона за защита на държавата
„Допълнение към Закона за защита на държавата“ е български игрален филм (драма) от 1976 година на режисьора Людмил Стайков, по сценарий на Анжел Вагенщайн. Оператор е Борис Янакиев. Музиката във филма е композирана от Симеон Пиронков. Художници на постановката са Петко Бончев и Константин Русаков.

## Актьорски състав
- Стефан Гецов – Коста Янков
- Иван Кондов – Христо Коджейков
- Георги Георгиев – Гец – човекът с цигарата
- Андрей Чапразов – генерал Иван Русев
- Георги Черкелов – Александър Цанков
- Стойчо Мазгалов – генерал Иван Вълков
- Виолета Донева – Люба
- Стефан Данаилов – капитанът провокатор
- Николай Бинев – деликатният
- Марин Янев
- Невена Коканова – Виола Каравелова
- Коста Цонев – Йосиф Хербст
- Наум Шопов – цар Борис III
- Анани Явашев – Димитър Порков
- Светозар Неделчев – Харалампи Стоянов
- Георги Стоянов – Тодор Страшимиров
- Антон Карастоянов – Петър Задгорски
- Михаил Михайлов
- Иван Янчев – наемният убиец
- Иван Григоров
- Иван Несторов – Фридман
- Стефан Илиев
- Димитър Хаджиянев – Льофевр
- Антон Горчев
- Никола Дадов – Вълчо Иванов
- Георги Русев
- Пейо Станков
- Симеон Викторов

В епизодите:
- Вл. Русинов
- Г. Кишкилов
- Люб. Димов
- Йор. Алексиев
- Ал. Симов
- Йор. Спиров
- П. Петров
- П. Евангелатов
- А. Николов
- Иван Гайдарджиев (като Ив. Гайдарджиев) – бай Стоян
- К. Цанов

## Награди
- Награда на СБФД за режисура на Людмил Стайков е Анджел Вагенжайн, 1976
- Награда на София за киноизкуство, 1976
- Награда на журито, Неапол, 1977
- „Сребърен Лачено“, Авелино, 1978
- Статуетка „Свобода“ за женска роля на Виолета Донева, Сопот, 1979